# André Ayew
André Ayew (Seclin, Francia, 17 de diciembre de 1989) es un futbolista ghanés que juega de delantero y se encuentra sin equipo tras abandonar el Le Havre A. C. Es internacional absoluto con la selección de Ghana desde 2007.
Es el segundo hijo del tres veces Jugador Africano del Año y miembro de FIFA 100 Abédi Pelé y tiene dos hermanos, Ibrahim y Jordan, que también son futbolistas profesionales. En 2011, Ayew fue nombrado Futbolista Africano de la BBC del Año y Futbolista de Ghana del Año.
A nivel juvenil, protagonizó y capitaneó al equipo de menores de 20 años que ganó el Campeonato Africano Juvenil 2009 y la Copa Mundial Sub-20 de la FIFA 2009. Ha jugado en dos Copas Mundiales de la FIFA (2010 y 2014), así como en ocho Copas de África (2008, 2010, 2012, 2015, 2017, 2019, 2021 y 2024), ayudando a su equipo a terminar en segundo lugar en 2010 y 2015, siendo máximo goleador de esta última.

## Trayectoria

### Comienzos futbolísticos
Ayew comenzó su carrera en el TSV 1860 Múnich, cuando su padre jugaba en ese club. A la edad de diez, Ayew jugaba para Nania, donde su padre es el presidente del club, en Acra, Ghana. Después de cuatro años de ejercer su oficio en la cantera del club, fue ascendido al primer equipo del equipo a la edad de 14. A pesar de estar en el equipo mayor, todavía participó en eventos juveniles-sancionado, tales como la edición del 2004 Altstetten torneo sub-19, en el que fue nombrado uno de los jugadores más famosos del torneo, jugó al fútbol profesional en Nania por dos temporadas antes de salir del club y volver a Francia para jugar por antiguo club de su padre Marsella.

### Olympique de Marsella
Se unió al Olympique de Marsella en un contrato como aspirante, a su llegada, se puso en la cantera del club y se colocó en la división profesional de Marsella llegando a acordar un contrato de tres años. Fue promovido oficialmente al primer equipo y asignado con la camiseta número 29 de la escuadra. Se mantuvo en el club francés hasta el año 2015, pasando también por equipos como el F. C. Lorient y A. C. Arles-Avignon en condición de préstamo.

### Swansea City
El 10 de junio de 2015, el Swansea City A. F. C. anunció que el atacante se había unido al club en una transferencia libre, firmando un contrato de cuatro años con los cisnes en espera de la Premier League y la autorización internacional. 
Anotó su primer gol para el club en su debut contra el Chelsea F. C. el 8 de agosto de 2015, en el empate 2:2. Tan solo una semana después, el 15 de agosto, Ayew anotó su segundo gol en su segundo partido con el Swansea, en su victoria por 2:0 ante el Newcastle United, continuó su forma en el próximo partido de liga contra el Manchester United, en el que anotó y creó una asistencia. Ayew fue nombrado jugador del mes de la Premier League en agosto de 2015 y también recibió el premio mensual de, Swansea al jugador GWFX del mes de agosto, después de hacer una impacto inmediato, anotando tres goles en sus primeros cuatro partidos de liga. 

### West Ham
El 8 de agosto de 2016 se oficializó su llegada al West Ham United por 20,5 millones de £. En el equipo inglés se mantuvo hasta el año 2018, disputando un total de 50 partidos donde convirtió 12 goles y ayudó en 5 asistencias.

### Retorno al Swansea City
A principios del año 2018 volvió al Swansea City, donde disputó su primer partido el 10 de febrero frente al Burnley, tras una lesión de muslo que lo aquejaba. En marzo de ese año, frente a su anterior club el West Ham United dio dos pases de gol, el partido terminó 4:1 a favor del Swansea. En mayo también dio una asistencia frente al Stoke City.
Después de los traspasos de invierno fue cedido al Fenerbahçe S. K. para sumar minutos. Disputó 30 partidos en el conjunto turco y marcó 5 goles y asistió en una ocasión.
En la temporada 2019-20 de la Championship de Inglaterra, Ayew volvió al conjunto Inglés y disputó 46 partidos y marcó 16 goles frente a equipos como el Middlesbrough, Brentford, Charlton, entre otros. A pesar de tener una buena temporada individual, el club, quedó eliminado en las semifinales de los playoffs frente al Brentford.
La temporada 2020-21 de la Championship fue positiva para André ya que hizo una actuación muy destacada para el club, logrando 17 partidos y 4 asistencias en 47 apariciones. El 6 de marzo de 2021 marcó un doblete frente al Middlesbrough. El 10 de abril marcó y asistió frente al Millwall F. C. También logró anotar en la ida de la semifinal de los playoffs frente al Barnsley F. C.

### Nottingham Forest
El 2 de febrero de 2023 firmó con el Nottingham Forest Football Club en condición de jugador libre. Tan solo tres días después, el 5 de febrero, hizo su debut con el club inglés en la victoria frente al Leeds United por 1:0.

## Selección nacional
Ha sido internacional con la selección de Ghana. Hasta el momento ha disputado 120 partidos internacionales, anotando 24 goles.
El 12 de mayo de 2014 el entrenador de la selección de Ghana, Akwasi Appiah, incluyó a Ayew en la lista preliminar de 26 jugadores preseleccionados para la Copa Mundial de Fútbol de 2014. Semanas después, el 1 de junio, fue ratificado en la lista final de 23 jugadores que viajarían a Brasil.
El 14 de noviembre de 2021 se convirtió en el segundo jugador en la historia de la selección de Ghana en alcanzar las 100 internacionalidades.

### Participaciones en Copas del Mundo
| Mundial                        | Sede      | Resultado        | Partidos | Goles |
| ------------------------------ | --------- | ---------------- | -------- | ----- |
| Copa Mundial de Fútbol de 2010 | Sudáfrica | Cuartos de final | 4        | 0     |
| Copa Mundial de Fútbol de 2014 | Brasil    | Primera ronda    | 3        | 2     |
| Copa Mundial de Fútbol de 2022 | Catar     | Primera ronda    | 3        | 1     |

#### Goles en laCopa Mundial de Fútbol
| # | Fecha                   | Lugar                            | Oponente       | Marcador | Resultado | Competición       |
| - | ----------------------- | -------------------------------- | -------------- | -------- | --------- | ----------------- |
| 1 | 17 de junio de 2014     | Estadio das Dunas, Natal, Brasil | Estados Unidos | 1–2      | 1–2       | Copa Mundial 2014 |
| 2 | 21 de junio de 2014     | Estadio Castelão, Fortaleza      | Alemania       | 1–1      | 2–2       | Copa Mundial 2014 |
| 3 | 24 de noviembre de 2022 | Estadio 974, Doha                | Portugal       | 1–1      | 2–3       | Copa Mundial 2022 |

## Clubes
| Club                         | País       | Año       |
| ---------------------------- | ---------- | --------- |
| Olympique de Marsella        | Francia    | 2007-2015 |
| F. C. Lorient (cedido)       | Francia    | 2008-2009 |
| A. C. Arles-Avignon (cedido) | Francia    | 2009-2010 |
| Swansea City A. F. C.        | Gales      | 2015-2016 |
| West Ham United F. C.        | Inglaterra | 2016-2018 |
| Swansea City A. F. C.        | Gales      | 2018-2021 |
| Fenerbahçe S. K. (cedido)    | Turquía    | 2018-2019 |
| Al-Sadd S. C.                | Catar      | 2021-2023 |
| Nottingham Forest F. C.      | Inglaterra | 2023      |
| Le Havre A. C.               | Francia    | 2023-2024 |
| Le Havre A. C.               | Francia    | 2024-2025 |

## Palmarés

### Títulos nacionales
| Título                  | Club                  | País    | Año  |
| ----------------------- | --------------------- | ------- | ---- |
| Supercopa de Francia    | Olympique de Marsella | Francia | 2010 |
| Copa de la Liga         | Olympique de Marsella | Francia | 2011 |
| Supercopa de Francia    | Olympique de Marsella | Francia | 2011 |
| Copa del Emir de Catar  | Al-Sadd S. C.         | Catar   | 2021 |
| Liga de fútbol de Catar | Al-Sadd S. C.         | Catar   | 2022 |

### Títulos internacionales
| Título                      | Club (*)           | Sede   | Año  |
| --------------------------- | ------------------ | ------ | ---- |
| Campeonato Juvenil Africano | Selección de Ghana | Ghana  | 2009 |
| Copa Mundial Sub-20         | Selección de Ghana | Egipto | 2009 |

(*) Incluyendo la selección.